# Il tempo di un minuto
Il tempo di un minuto è il terzo singolo estratto dal terzo album del gruppo italiano Finley Fuori!. È stato pubblicato il 7 aprile 2010 insieme al videoclip ufficiale.

## Formazione
- Pedro - voce
- Ka - chitarra, voce
- Dani - batteria, voce